# Victor M. Markowitz
Victor M. Markowitz ist ein US-amerikanischer Manager, Chief Information Officer und stellvertretender Direktor des Joint  Genome Institute (JGI) des Energieministeriums der Vereinigten Staaten und Leiter der biologischen Daten des Lawrence Berkeley National Laboratory Management- und Technologiezentrums.

## Werdegang
Er erhielt einen M.Sc.- und D.Sc.-Abschluss in Informatik vom Technion – Israel Institute of Technology.
Markowitz hat Artikel und Buchkapitel zu verschiedenen Aspekten des Datenmanagements verfasst und war Mitglied von Prüfungsgremien und Programmausschüssen für Datenbank- und Bioinformatik-Programme und Konferenzen.
Markowitz war von 2000 bis 2003 Chief Information Officer (CIO) und Senior Vice President für Datenmanagementsysteme bei Gene Logic Inc. Von 1997 bis 2000 war er Vizepräsident und dann Senior Vice President für Datenmanagementsysteme bei Gene Logic.
Markowitz baute die Datenmanagement-, Softwareentwicklungs-, angewandte Bioinformatik- und Informationstechnologie (IT)-Organisation von Gene Logic auf, beginnend mit einer anfänglichen Gruppe von fünf Wissenschaftlern in Berkeley, die auf einen Mitarbeiterstab von über hundert Software-Ingenieuren, Informatikern und Bioinformatikern, Wissenschaftler und IT-Spezialisten angewachsen ist, mit Sitz in Berkeley und Gaithersburg, Maryland.
Er leitete die Entwicklung der Datenmanagementprodukte von Gene Logic, einschließlich der führenden Datenmanagementplattform Genesis für Genexpressionsdaten.
Diese Produkte werden von über 25 Pharma- und Biotech-Unternehmen weltweit eingesetzt und bilden die Haupteinnahmequelle von Gene Logic.
Die für die Entwicklung von Genesis verwendeten Tools und Methoden wurden auf Konferenzen und Fachtreffen vorgestellt und in mehreren Artikeln beschrieben.
Bevor er zu Gene Logic kam, war Markowitz am Lawrence Berkeley National Laboratory, wo er die Entwicklung der Datenverwaltungs- und Integrationstools des Object Protocol Model (OPM) leitete, die für die Entwicklung öffentlicher und kommerzieller Genomdatenbanken verwendet wurden.
Die OPM-Tools wurden erfolgreich für die Entwicklung mehrerer öffentlicher molekularbiologischer Datenbanken eingesetzt, beispielsweise der Genomdatenbank an der Johns Hopkins School of Medicine in Baltimore und der Primärdatenbank des Deutschen Genom-Ressourcenzentrums in Berlin, sowie für die Einrichtung von Prototypen für molekularbiologische Multi-Datenbanken und Datenbanksysteme.
Die OPM-Datenverwaltungstools werden weiterhin von wissenschaftlichen Datenbankgruppen in den Vereinigten Staaten und Europa verwendet, auf Seminaren, Datenbankkonferenzen und Fachtreffen vorgestellt und in mehreren wissenschaftlichen Arbeiten beschrieben.
Zuvor hat Markowitz Forschungen durchgeführt, die das relationale Modell mit dem Entity-Relationship-Modell verbinden.
Er ist außerdem der Erfinder von ERROL (An Entity-Relationship Role-Oriented query Language) und der damit verbundenen Regeformten Relationalen Algebra (RRA), die er im Rahmen seines M.Sc. entwickelte. Dafür gewann er 1984 den Computer Science Award der ILA – The Israeli Information Technology Association, zusammen mit seinem M.Sc.-Berater Dr. Yoav Raz und des ERROL-to-RRA-Compiler-Entwicklers Reuven Cohen.